# Lauterborniella annulipes
Lauterborniella annulipes är en tvåvingeart som först beskrevs av Oskar Augustus Johannsen 1932.  Lauterborniella annulipes ingår i släktet Lauterborniella och familjen fjädermyggor. Inga underarter finns listade i Catalogue of Life.